# صموئيل تشارلز
صموئيل تشارلز (بالإنجليزية: Samuel Charles)‏ هو لاعب كرة قدم أمريكية أمريكي، ولد في 2 ديسمبر 1985 في ميامي في الولايات المتحدة.